# Liste de paraphilies
Cet article est une liste de paraphilies définies en tant qu'intérêt sexuel persistant et puissant autre qu'un comportement et acte copulatoire ou précopulatoire avec un partenaire humain normalement phénotypique.
Plusieurs termes peuvent définir une seule et même paraphilie, et certains termes peuvent se confondre avec d'autres.
Les paraphilies du Manuel diagnostique et statistique des troubles mentaux (DSM) sans code sont listées sous le code DSM 302.9, 
« Paraphilies non-spécifiées ».
Dans son ouvrage de 2009 intitulé Forensic and Medico-legal Aspects of Sexual Crimes and Unusual Sexual Practices l'auteur Anil Aggrawal recense un total de 547 paraphilies, qui conduisent à une conclusion - « aucune de ces paraphilies n'ont été perçues dans le domaine clinique. C'est peut-être parce qu'elles n'existent pas, ou, au vu que certaines sont bénignes, elles n'ont jamais été remarquées par les cliniciens. Comme pour les allergies, l'excitation peut se manifester à la vue du soleil, et peuvent inclure le soleil. »

## Paraphilies
Un astérisque (*) marque les paraphilies qui sont illégales en cas de passage à l'acte. Exemple : ce n'est pas le désir pédophile qui est illégal mais les actes sur des enfants ou la possession de pédopornographie (pédocriminalité).
| Nom formel                                               | Nom commun                       | Objet de la paraphilie | Code du DSM |
| -------------------------------------------------------- | -------------------------------- | --- | ----------- |
| Abasiophilie                                             |                                  | Individus sans mobilité |             |
| Acousticophilie                                          |                                  | Sons ou musique |             |
| Acrotomophilie                                           | Fétichisme de l'amputation       | Individus avec amputations |             |
| Aérodromophilie                                          |                                  | Avions et transport aérien |             |
| Agalmatophilie                                           |                                  | Statues, mannequins et immobilité |             |
| Algolagnie                                               |                                  | Souffrance, particulièrement dans les zones érogènes ; diffère du masochisme en tant qu'interprétation différente biologique                |             |
| Alvinophilie                                             |                                  | Ventre |             |
| Andromimetophilie                                        |                                  | Hommes transgenres, |             |
| Apodysophilie*                                           |                                  | Besoin de se dévêtir intégralement devant une ou plusieurs personnes. C'est une forme d'exhibition sexuelle.                                |             |
| Apotemnophilie                                           |                                  | Avoir une amputation, |             |
| Asphyxie autoérotique                                    |                                  | Asphyxie auto-préméditée, jusqu'au point de l'inconscience                                                                                  |             |
| Asphyxiophilie                                           |                                  | Asphyxie ou étranglement |             |
| Asthénéophilie                                           |                                  | Fait d'être malade |             |
| Autagonistophilie                                        |                                  | Être dans des coulisses ou derrière une caméra,                                                                                             |             |
| Autassassinophilie                                       |                                  | Être victime d'un danger mortel |             |
| Autonepiophilie                                          |                                  | Jouer à retomber dans un état antérieur allant de l'état de nouveau-né à l'adolescence                                                      |             |
| Biastophilie*                                            |                                  | Être spectateur ou acteur d'un viol |             |
| Candaulisme                                              |                                  | Regarder son/sa partenaire habituel(le) avoir des relations sexuelles avec un autre                                                         |             |
| Capnolagnie                                              | Fétichisme de la cigarette       | Fait d'être attiré par l'aperçu ou l'image d'un individu en train de fumer                                                                  |             |
| Chrematistophilie                                        |                                  | Être volé ou cambriolé |             |
| Chronophilie                                             | Anililagnie                      | Partenaires d'une très grande différence d'âge, attirance des jeunes hommes pour les vieilles femmes ou inversement                         |             |
| Clidophilie                                              |                                  | les clés |             |
| Cloubophilie                                             |                                  | Port d’un dispositif de chasteté contraignant                                                                                               |             |
| Clystérophilie                                           | Klismaphilie                     | Lavement |             |
| Coprophilie                                              | Scatophilie                      | excréments ; terme également connu en tant que scatophilie ou fécophilie. Une personne attirée par l'urine d'autrui est appelée un soupeur. |             |
| Cratophile                                               |                                  | Pouvoir (propre ou de quelqu'un d'autre) |             |
| Dacryphilie                                              |                                  | Larmes ou pleurs |             |
| Dendrophilie                                             |                                  | Arbres |             |
| Émétophilie                                              |                                  | Vomi |             |
| Enclitophilie                                            |                                  | Personne criminelle |             |
| Éonisme                                                  |                                  | Désir que certains hommes éprouvent de se vêtir avec des vêtements qui sont socialement ou culturellement attribués aux femmes              |             |
| Éphébophilie*                                            |                                  | Adolescent(e)s, (voir hébéphilie) |             |
| Éproctophilie                                            |                                  | Flatulences |             |
| Érotophonophilie*                                        |                                  | Meurtre pendant l'acte sexuel |             |
| Exhibitionnisme*                                         |                                  | S'exposer sexuellement aux autres, avec ou sans leur consentement                                                                           |             |
| Exobiophilie                                             |                                  | Extraterrestres, |             |
| Fétichisme sexuel                                        |                                  | Objets inanimés | 302.81      |
| Formicophilie                                            |                                  | Crouler sous les insectes, |             |
| Forniphilie                                              | Objet humain                     | Forcer un humain à être un objet |             |
| Frotteurisme*                                            |                                  | Se frotter contre une personne non consentante                                                                                              | 302.89      |
| Fugiophilie                                              |                                  | Choses glissantes ou gluantes |             |
| Gérontophilie                                            |                                  | Personnes âgées |             |
| Gynandromorphophilie                                     |                                  | Femmes transgenres sans vaginoplastie ou hommes travestis,                                                                                  |             |
| Hébéphilie*                                              |                                  | Jeunes adolescent(e)s |             |
| Homéovestisme                                            |                                  | Port de vêtement emblématique du même sexe,                                                                                                 |             |
| Hybristophilie                                           |                                  | Criminels, particulièrement pour des crimes affreux et abominables,                                                                         |             |
| Infantilisme                                             |                                  | Se sentir et être traité comme un bébé également nommé autonépiophilie                                                                      |             |
| Infantophilie*                                           |                                  | Enfants de cinq ans ou âgés dans la dizaine (voir aussi Pédophilie)                                                                         |             |
| Kleptophilie*                                            | Kleptolagnie                     | Vols |             |
| Knismolagnie                                             |                                  | Chatouilles |             |
| Lactophilie                                              |                                  | Lait maternel |             |
| Linguaphillie                                            |                                  | Attirance pour la langue |             |
| Liquidophilie                                            | Soupeur                          | Noyer ses parties génitales dans un liquide                                                                                                 |             |
| Macrophilie                                              |                                  | Géants, domination par un(e) ou plusieurs géant(e)s                                                                                         |             |
| Maïeusophilie                                            |                                  | Femmes enceintes |             |
| Mammophilie                                              |                                  | Seins ; également connu sous le terme « mammagynophilie » et « mastofact »                                                                  |             |
| Masochisme                                               | BDSM                             | Souffrance ; être battu, soumis ou autrement humilié                                                                                        | 302.83      |
| Mécanophilie                                             |                                  | Voitures et autres machines ; aussi « mécaphilie »,                                                                                         |             |
| Médophilie                                               |                                  | Parties génitales |             |
| Ménophilie                                               |                                  | Menstruation |             |
| Morphophilie                                             |                                  | Partie ou taille du corps |             |
| Mucophilie                                               |                                  | Mucus |             |
| Mysophilie                                               |                                  | Choses salies ou dégradées |             |
| Narratophilie                                            |                                  | Vocabulaire obscène |             |
| Nasophilie                                               |                                  | Nez |             |
| Nécrophilie*                                             |                                  | Cadavres, |             |
| Népiophilie*                                             |                                  | Bébés et nourrissons |             |
| Olfactophilie                                            |                                  | Odeurs, |             |
| Ondinisme                                                |                                  | Urine |             |
| Partialisme                                              |                                  | Partie du corps non-génitale et spécifique,                                                                                                 |             |
| Pédophilie*                                              |                                  | Enfants, inclut hébéphilie, éphébophilie et pédérastie,                                                                                     | 302.2       |
| Péodeiktophilie*                                         |                                  | Exposer son pénis devant un individu |             |
| Pédovestisme                                             |                                  | S'habiller comme un enfant |             |
| Pictophilie                                              |                                  | Pornographie ou art érotique, particulièrement les images,                                                                                  |             |
| Podophilie                                               | Fétichisme du pied               | Pied (fétichisme le plus courant avec une prévalence de 47%)                                                                                |             |
| Pygophilie                                               |                                  | Fesses |             |
| Pyrophilie                                               |                                  | Feu |             |
| Raptophilie*                                             |                                  | Commettre un enlèvement |             |
| Sacofricose*                                             |                                  | Faire un trou dans sa poche dans le but de se masturber en public                                                                           |             |
| Sadisme* (légal si consentement du souffrant)            | BDSM                             | Faire souffrir les autres | 302.84      |
| Salirophilie                                             |                                  | Souiller ou salir les autres |             |
| Scatophilie                                              |                                  | Personne ressentant une forte excitation sexuelle dès lors que des excréments entrent en jeu dans le rapport sexuel                         |             |
| Schediaphilie                                            |                                  | Personnage de manga / dessin animé |             |
| Sidérodromophilie                                        |                                  | Trains ou le fait de voyager en train |             |
| Somnophilie* (illégal par problématique de consentement) |                                  | Sommeil ou individus inconscients, |             |
| Spectrophilie                                            |                                  | Fantômes et images dans les miroirs |             |
| Sthenolagnie                                             |                                  | Muscles et jeux de force |             |
| Stigmatophilie                                           |                                  | Piercings et tatouages, |             |
| Symphorophilie*                                          |                                  | Assister à, ou engendrer des catastrophes comme un accident de voiture                                                                      |             |
| Scatologie téléphonique                                  |                                  | Appels téléphoniques obscènes, particulièrement aux étrangers,                                                                              |             |
| Teratophilie                                             |                                  | Individus déformés ou monstrueux |             |
| Thermophilie                                             |                                  | Objets avec un fort gradient de température                                                                                                 |             |
| Travestissement fétichiste                               |                                  | Porter des vêtements associés au sexe opposé,                                                                                               | 302.3       |
| Trichophilie                                             |                                  | Cheveux ou poils |             |
| Triolisme                                                |                                  | Cuckolding, voir un partenaire potentiel copuler avec un autre, possiblement sans que le troisième ne le sache,                             |             |
| Urolagnie                                                | Jeu de pisse, ondinisme, soupeur | Miction, particulièrement en public, sur les autres, et/ou d'être uriné dessus,. Également consommation de l'urine d'autrui (« soupeur »)   |             |
| Vampirisme                                               | Jeu de sang                      | Sang ou lié à la consommation de sang, |             |
| Vorarephilie*                                            | Vore                             | L'idée de manger ou d'être mangé par les autres ; souvent avalé en entier, en un seul morceau                                               |             |
| Voyeurisme*                                              |                                  | Regarder les autres nus ou copuler, généralement sans qu'ils ne le sachent ; également connu sous les termes scopophilie ou scoptophilie,   | 302.82      |
| Zoophilie*, bestialité*                                  |                                  | Animaux (non anthropomorphe), |             |
| Zoosadisme*                                              |                                  | Faire souffrir ou voir un animal souffrir                                                                                                   |             |

## Annexe
- Perversion